# Savovo
Savovo (izvirno srbsko Савово) je naselje v Srbiji, ki upravno spada pod Občino Kraljevo; slednja pa je del Raškega upravnega okraja.

## Demografija
V naselju živi 153 polnoletnih prebivalcev, pri čemer je njihova povprečna starost 51,5 let (49,9 pri moških in 53,1 pri ženskah). Naselje ima 70 gospodinjstev, pri čemer je povprečno število članov na gospodinjstvo 2,37.
To naselje je popolnoma srbsko (glede na rezultate popisa iz leta 2002), a v času zadnjih treh popisov je opazno zmanjšanje števila prebivalcev.
|  |

| Demografija | Demografija     | Demografija     |
| Leto        | Št. prebivalcev | Št. prebivalcev |
| ----------- | --------------- | --------------- |
|             |                 |                 |
|             |                 |                 |
|             |                 |                 |
|             |                 |                 |
| 1948        | 822             |                 |
| 1953        | 810             |                 |
| 1961        | 819             |                 |
| 1971        | 577             |                 |
| 1981        | 438             |                 |
| 1991        | 256             | 248             |
| 2002        | 175             | 166             |
|             |                 |                 |

| Etnična sestava po popisu iz leta 2002 | Etnična sestava po popisu iz leta 2002 | Etnična sestava po popisu iz leta 2002 | Etnična sestava po popisu iz leta 2002 | Etnična sestava po popisu iz leta 2002 |
| -------------------------------------- | -------------------------------------- | -------------------------------------- | -------------------------------------- | -------------------------------------- |
| Srbi                                   | Srbi                                   |                                        | 166                                    | 100,0%                                 |
| Neznano                                | Neznano                                |                                        | 0                                      | 0,0%                                   |